# Millard Fuller
Millard Fuller (3 tháng 1 năm 1935 – 3 tháng 2 năm 2009) là nhà sáng lập và là cựu chủ tịch Tổ chức Hỗ trợ Gia cư Habitat (Habitat for Humanity hoặc Habitat). Hai mươi chín năm dưới quyền lãnh đạo của Fuller, Habitat trở nên một Mục vụ Cơ Đốc trợ giúp về nhà ở có hoạt động trên quy mô toàn cầu, xây dựng 200.000 căn nhà thuộc các đề án trên 100 quốc gia.
Năm 1976, cùng với vợ, Linda, Fuller thành lập Habitat. Ông du hành khắp nơi trên thế giới để tìm kiếm sự nhìn nhận những nỗ lực cung ứng nhà ở xứng hiệp và giá rẻ cho mọi người. Tháng 9 năm 1996, trong buổi lễ trao tặng Huân chương Tự do của Tổng thống, huân chương dân sự cao quý nhất của Hoa Kỳ, Tổng thống Bill Clinton phát biểu, "Millard Fuller đóng góp nhiều cho nỗ lực biến giấc mơ sở hữu một ngôi nhà trở thành hiện thực tại đất nước chúng ta và trên khắp thế giới nhiều hơn bất cứ ai hiện còn sống. Tôi không cho là thái quá nếu nói rằng Millard Fuller đã thật sự làm thay đổi khái niệm về hoạt động từ thiện." Còn Jack Kemp, cựu Bộ trưởng Gia cư và Phát triển Đô thị, nói, "Khi được hỏi về những câu chuyện thành công trong lĩnh vực phát triển nhà ở trong nội thành, điều đầu tiên tôi nghĩ đến là Tổ chức Hỗ trợ Gia cư". 

## Tuổi trẻ
Millard Fuller chào đời ngày 3 tháng 1 năm 1935 tại Lanett, tiểu bang Alabama. Vì mẹ qua đời khi mới lên ba, Millard gần gũi với cha, người đã dạy cậu những bài học vỡ lòng về chủ nghĩa tư bản. Sau khi tốt nghiệp Đại học Auburn, Millard theo học luật tại Đại học Alabama. Năm 1959, sau khi tốt nghiệp trường luật, Millard kết hôn với Linda Caldwell.
Từ những ngày khởi nghiệp khiêm tốn ở Alabama, Millard Fuller mau chóng trở thành một triệu phú trẻ tự lập. Tốt nghiệp Đại học Auburn ở Auburn, Alabama, rồi trường Luật của Đại học Alabama ở Tuscaloosa, ông và một người bạn sinh viên tạo lập một công ty tiếp thị khi còn đang đi học. Khả năng kinh doanh cùng ước muốn làm giàu đã giúp Millard trở thành triệu phú ở tuổi 29. Nhưng sau khi thành đạt, sức khỏe, tính liêm chính và cuộc hôn nhân của Millard đều bị tổn thương.
Trong nỗ lực tuyệt vọng tìm kiếm giải pháp cho mối bất hòa ngày càng gia tăng trong gia đình, cuối năm 1964, Linda Fuller ly thân với chồng và tìm đến một mục sư ở New York xin được tư vấn. Millard theo vợ đến New York và cả hai cùng ngồi lại để tìm ra lối thoát. Cuộc khủng hoảng đã thúc đẩy Fuller tái thẩm định các giá trị và định hướng của cuộc sống. Cuộc hành trình tìm kiếm các giá trị tâm linh đã giúp Fuller hòa giải với vợ và tái cung hiến đời mình cho các lý tưởng Cơ Đốc.

## Nông trang Koinonia
Rồi Fuller và vợ đi đến một quyết định ngoạn mục: Bán toàn bộ tài sản để phân phát cho người nghèo, và khởi sự tìm kiếm một mục tiêu mới cho cuộc sống. Quyết định này đã dẫn đưa họ đến Nông trang Koinonia, một cộng đồng Cơ Đốc gần thị trấn Americus, tiểu bang Georgia. Ở đó, các thành viên của cộng đồng ứng dụng giáo huấn của Chúa Cơ Đốc trong cuộc sống hằng ngày như thực hành nguyên tắc bất bạo động, bình đẳng chủng tộc và chia sẻ với nhau mọi của cải vật chất. Từ dự định trú ngụ qua đêm, Fuller và vợ ở lại với cộng đồng trong một tháng và chấp nhận lối sống mới và giản dị này.
Với sự cộng tác của Clarence Jordan, một học giả Hi văn Tân Ước và là nhà sáng lập Nông trang Koinonia, cùng một vài người khác, Fuller và vợ bắt tay vào một số đề án lập nền trên nhận thức người nghèo cần vốn để làm ăn, không cần của bố thí. Trong những đề án này có mục vụ trợ giúp nhà ở. Họ cất những căn nhà khiêm tốn rồi bán với giá gốc, không tính lãi trên tiền trả góp, như thế giúp cung ứng nhà ở cho những gia đình nghèo.
Các gia đình mua nhà được yêu cầu đóng góp công lao động cho việc xây dựng nhà của họ và của người khác, giúp làm giảm giá thành của căn nhà, và làm gia tăng lòng tự hào về quyền sở hữu cũng như phát triển các mối quan hệ tích cực. Tiền bán nhà được đưa trở lại ngân quỹ của tổ chức để tiếp tục xây dựng thêm nhà ở mới.

## Tổ chức Hỗ trợ Gia cư Habitat
Năm 1973, gia đình Fuller đến Phi châu tìm cách kiểm tra tính hiệu quả của mô hình áp dụng trong nước. Đề án gia cư của họ khởi sự ở Zaire (nay là Cộng hoà Dân chủ Congo) được xem là một mô hình thành công cho các nước đang phát triển.
Fuller tin rằng mô hình này nên được mở rộng và áp dụng trên toàn thế giới. Năm 1976, khi trở về Hoa Kỳ ông tìm gặp các đồng sự thân cận, cùng nhau quyết định thành lập một tổ chức mới hoạt động độc lập: Tổ chức Hỗ trợ Gia cư hoặc Chỗ ở cho Nhân loại (Habitat for Humanity). Trong suốt 29 năm kế tiếp, Fuller và vợ đã cống hiến năng lực của mình nhằm phát triển Habitat khắp nơi trên thế giới.
Mục vụ của Fuller là triết lý kinh tế lập nền trên điều Fuller gọi là "kinh tế học của Chúa Giê-xu". Các yếu tố không tiền lời, cũng không tính lãi đến từ câu Kinh Thánh ở sách Xuất Ai Cập ký (Xuất hành) 22.25 chép rằng, "Trong dân ta có kẻ nghèo nàn ở cùng ngươi, nếu ngươi cho người mượn tiền, chớ xử với họ như người cho vay, cũng chẳng nên bắt họ chịu tiền lời".
Cựu Tổng thống Jimmy Carter, một thợ mộc nghiệp dư có tay nghề cao và là người bạn lâu năm của Habitat, tin rằng Fuller đang sử dụng cách hữu ích các khả năng của mình và đang thực hành đức tin Cơ Đốc trong cuộc sống thường nhật. "Millard Fuller là một hình mẫu soi dẫn tất cả chúng ta là những người đang cộng tác với ông như là những thiện nguyện viên", Carter nhận xét, "chính đức tin và tính kiên trì của ông đã tạo ra sự tiến triển liên tục".

## Chia sẻ Tầm nhìn
Fuller viết tám cuốn sách thuật lại những cống hiến trong cuộc đời ông. Gần đây nhất là quyển Building Materials for Life là tuyển tập những tiểu luận về sự tha thứ, tính hào phóng và sự bình an nội tâm. Những tác phẩm khác, trong đó có "More Than Houses" (Không chỉ những Ngôi nhà) là những câu chuyện cảm động về những thay đổi diễn ra trong cuộc sống của các gia đình trên khắp thế giới khi họ nhận được sự hỗ trợ để có thể sở hữu một mái nhà.
Viễn kiến của Fuller đã dẫn dắt Habitat trong suốt 29 năm đầu tiên. Sự tăng trưởng của Habitat đã được thúc đẩy bởi các đề án do ông khởi xướng: Campus Chapter & Youth Programs, giới thiệu các hoạt động của Habitat vào môi trường đại học và trung học trên khắp thế giới; Global Village Work Camps, thu hút thiện nguyện viên trên toàn cầu đến các công trường của Habitat; Global Village & Discovery Center, cung cấp cho khách viếng thăm một cái nhìn đau xót về thực trạng nhà ở cùng những giải pháp của Habitat; và Đại học Habitat, huấn luyện các thủ lĩnh thiện nguyện viên phương pháp thực hành tốt nhất nhằm đáp ứng mục tiêu giảm thiểu tình trạng thiếu hụt nhà ở. Tâm điểm của các hoạt động của Habitat là hàng ngàn chi đoàn địa phương tại 100 quốc gia, hoạt động độc lập để gây quỹ, vận động thiện nguyện viên, và xây dựng nhà ở.

## Trung tâm Gia cư Fuller
Tháng 4 năm 2005 xuất hiện những bất đồng giữa Fuller và ban giám đốc Habitat Quốc tế về phương hướng hoạt động của tổ chức, được tiếp nối bởi những cáo buộc không căn cứ về việc thiếu khả năng lãnh đạo và bất xứng trong lối sống, tháng 3 năm 2005, Millard và Linda bị sa thải khỏi Habitat.
Fuller và vợ tiếp tục theo đuổi mục tiêu của mình bằng cách thành lập Trung tâm Gia cư Fuller trong tháng 4 năm 2005. Tổ chức mới này là phương tiện giúp Fuller tiếp tục hoạt động trong nỗ lực giảm thiểu tình trạng thiếu hụt nhà ở. Trung tâm Fuller hoạt động gây quỹ, hỗ trợ các chương trình vận động nhà tài trợ và thiện nguyện viên.

## Vinh danh
Năm 2002, Fuller và vợ được tặng thưởng huy chương đồng của Tổ chức Points of Light ở Washington, D.C., tôn vinh những nỗ lực tiên phong của họ trong phục vụ người khác. Ông được tặng Giải thưởng Vượt khó của Tổ chức Community for Education ở Thành phố New York. Fuller nhận giải thưởng Thành tựu Trọn đời của Đại học Auburn. Tổ chức Thông công Christopher Columbus vinh danh Fuller với giải thường Frank Annunzio trong năm 2000, nhìn nhận ông là "người Mỹ hiện còn sống có ý tưởng dẫn đến các hoạt động sáng tạo, tiến bộ, và những thành tựu đã tạo nên những tác động hữu ích và có ý nghĩa trên xã hội". Fuller cũng được tạp chí Nhà xây dựng chọn là nhân vật có nhiều ảnh hưởng nhất trong lĩnh vực xây dựng nhà ở tại Hoa Kỳ trong thế kỷ 20. Ngoài ra, Fuller còn được trao tặng nhiều giải thưởng khác cùng hơn 50 học vị tiến sĩ danh dự.
Fuller là tác giả của chín tác phẩm viết về đời hoạt động của ông. Cuốn sách mới nhất, Vật liệu Xây dựng cho Cuộc sống, quyển 1 và 2, là tuyển tập gồm những luận văn truyền dẫn lý tưởng sống đề cao tinh thần cống hiến như "Tha thứ", "Hào phóng" và "Bình an nội tâm". Tác phẩm Không chỉ là những Ngôi nhà (năm 2000) thuật lại các câu chuyện cảm động về những gia đình sinh sống khắp nơi trên thế giới, trải nghiệm những thay đổi trong cuộc sống sau khi làm chủ một căn nhà. Một nơi Giản dị và Thích hợp để sống (1995), khảo sát lịch sử của Tổ chức Hỗ trợ Gia cư. Nền Thần học của Cái búa (1994) luận giải rằng tôn giáo chân chính phải biến đức tin và tình yêu thương thành hành động. Những tác phẩm khác của Fuller gồm có The Excitement Is Building, đồng viết với Linda gồm có No More Shacks!, Love in the Mortar Joints và Bokotola.

## Tác phẩm
- Building Materials for Life, Volume III (Smyth & Helwys Publishing, Inc., 2007). ISBN 978-1573124867.
- Building Materials for Life, Volume II (Smyth & Helwys Publishing, Inc., 2004). ISBN 978-1573124201.
- Building Materials for Life, Volume I (Smyth & Helwys Publishing, Inc., 2002). ISBN 978-1573124041.
- More Than Houses: How Habitat for Humanity Is Transforming Lives and Neighborhoods (Word, Inc., 2000). ISBN 0849937620.
- A Simple, Decent Place to Live: The Building Realization of Habitat for Humanity (Word, Inc., 1995). ISBN 978-0849938894.
- The Theology of the Hammer (Smyth & Helwys Publishing, Inc., 1994). ISBN 978-1880837924.
- The Excitement Is Building (Word Publishing, 1990). ISBN 978-0849907470. Co-authored with Linda Fuller.
- No More Shacks!: The Daring Vision of Habitat for Humanity (Word Publishing, 1986). ISBN 978-0849930508. Co-authored with Diane Scott.
- Love in the Mortar Joints (New Century Publishers, Inc., 1980). ISBN 978-0695814441.
- Bokotola (New Century Publishers, Inc., 1977). ISBN 978-0809619245.